# Сэмюэл, Асанте (младший)
Асанте Сэмюэл-младший (англ. Asante Samuel Jr., 3 октября 1999, Таллахасси, Флорида) — профессиональный американский футболист, выступающий на позиции корнербека в клубе НФЛ «Лос-Анджелес Чарджерс». На студенческом уровне играл за команду университета штата Флорида. На драфте 2021 года был выбран во втором раунде.

## Биография
Асанте Сэмюэл родился 3 октября 1999 года в Таллахасси во Флориде. Его отец Асанте Сэмюэл-старший был профессиональным футболистом, выступал в НФЛ за «Нью-Ингленд Пэтриотс», «Филадельфию Иглз» и «Атланту Фэлконс». Сэмюэл окончил старшую школу святого Фомы Аквинского в Форт-Лодердейле. Дважды в составе её футбольной команды он выигрывал чемпионат штата. Перед поступлением в колледже он занимал 25 место в рейтинге лучших молодых игроков США по версии ESPN.

### Любительская карьера
После школы Сэмюэл поступил в университет штата Флорида. В турнире NCAA он дебютировал в 2018 году, сыграв в двенадцати матчах. Со второго сезона он стал игроком стартового состава команды. В двенадцати играх Сэмюэл сделал 48 захватов и перехват. По итогам сезона он вошёл в десятку лучших в NCAA по количеству сбитых передач. В 2020 году он сыграл в восьми матчах, сделав 31 захват и три перехвата. После окончания турнира его включили в состав сборной звёзд конференции ACC.

#### Статистика выступлений в NCAA
| Сезон | Команда                | Игры | Захваты | Захваты | Захваты | Захваты | Захваты | Перехваты | Перехваты | Перехваты | Перехваты | Перехваты | Фамблы | Фамблы | Фамблы | Фамблы |
| Сезон | Команда                | Игры | Solo    | Ast     | Tot     | Loss    | Sk      | Int       | Yds       | Y/R       | TD        | PD        | FR     | Yds    | TD     | FF     |
| ----- | ---------------------- | ---- | ------- | ------- | ------- | ------- | ------- | --------- | --------- | --------- | --------- | --------- | ------ | ------ | ------ | ------ |
| 2018  | Флорида Стейт Семинолс | 12   | 15      | 3       | 18      | 1,0     | 0,0     | 0         | 0         | 0,0       | 0         | 9         | 0      | 0      | 0      | 0      |
| 2019  | Флорида Стейт Семинолс | 12   | 34      | 15      | 49      | 1,0     | 0,0     | 1         | 0         | 0,0       | 0         | 14        | 0      | 0      | 0      | 0      |
| 2020  | Флорида Стейт Семинолс | 8    | 22      | 8       | 30      | 1,0     | 0,0     | 3         | 74        | 24,7      | 0         | 6         | 2      | 0      | 0      | 1      |
| Всего | Всего                  | 32   | 71      | 26      | 97      | 3,0     | 0,0     | 4         | 74        | 18,5      | 0         | 29        | 2      | 0      | 0      | 1      |

### Профессиональная карьера
Перед драфтом НФЛ 2021 года издание Bleacher Report сильными сторонами Сэмюэла называло его подвижность на поле, хорошее понимание игры, умение действовать в зонной защите, скорость, навыки захватов, работу с мячом. К минусам относили не слишком длинные руки и проблемы, возникающие при противодействии крупным блокирующим и физически мощным ресиверам.
На драфте Сэмюэл был выбран «Чарджерс» во втором раунде. Это решение высоко оценил аналитик сайта ESPN Мел Кайпер. Генеральный менеджер клуба Том Телеско отметил, что тренерский штаб рассчитывает на быструю адаптацию новичка. Двенадцатого мая Сэмюэл подписал с командой четырёхлетний контракт, общая сумма которого превысила 7 млн долларов. В составе «Чарджерс» он дебютировал в первом матче регулярного чемпионата и сразу же стал одним из лидеров защиты команды. В первых трёх играх он сделал два перехвата и сбил четыре передачи, чего новичкам лиги не удавалось сделать в течение шести последних лет. По итогам сентября Сэмюэл был признан лучшим новичком НФЛ в защите. 

#### Статистика выступлений в НФЛ

##### Регулярный чемпионат
| Сезон | Команда               | Игры | Захваты | Захваты | Захваты | Захваты | Захваты | Перехваты | Перехваты | Перехваты | Перехваты | Перехваты | Фамблы | Фамблы | Фамблы | Фамблы |
| Сезон | Команда               | Игры | Solo    | Ast     | Tot     | Loss    | Sk      | Int       | Yds       | Y/R       | TD        | PD        | FR     | Yds    | TD     | FF     |
| ----- | --------------------- | ---- | ------- | ------- | ------- | ------- | ------- | --------- | --------- | --------- | --------- | --------- | ------ | ------ | ------ | ------ |
| 2021  | Лос-Анджелес Чарджерс | 3    | 7       | 3       | 10      | 0       | 0,0     | 2         | 26        | 13,0      | 0         | 4         | 0      | 0      | 0      | 0      |
| Всего | Всего                 | 3    | 7       | 3       | 10      | 0       | 0,0     | 2         | 26        | 13,0      | 0         | 4         | 0      | 0      | 0      | 0      |

* На 1 октября 2021 года